# Codajás
Codajás é um município brasileiro localizado no interior do estado do Amazonas. Sua população é estimada em 29,549 habitantes pelo Instituto Brasileiro de Geografia e Estatística (IBGE) em 2022.

## História
Primitivamente era aldeia de Cudaiá, de índios do mesmo nome, mais tarde tornou-se pousada dos índios Muras ou Môras, que ainda em meados do século XVIII ocupavam as margens e os lagos do rio Amazonas e Madeira. Nas imediações da localidade há numerosos lagos, bastantes piscicosos, entre eles o lago de Cudaiá, (Miuá) onde em 1864 aportou o cidadão procedente de Turiaçu, no Maranhão, José Manoel da Rocha Thury, trazendo consigo várias famílias e lançando os fundamentos de Codajás, que muito contribuiu para o crescimento do lugar, implantando uma fazenda de gado que se tornou próspera. Nesse tempo, a localidade recebeu o nome de Barreiras de Cudajáz. Em 26 de Julho de 1865, o deputado Padre Bernardo Ivo de Nazaré Ferreira apresentou um projeto de lei à Assembleia Provincial e em 30 de junho de 1868 através da lei nº 175 passou a se chamar Fraguezia de Nossa Senhora das Graças de Cudajáz. Recebeu como de costume na época, a aprovação canônica em 26 de outubro de 1870. Codajás recebeu status de município pela Lei Provincial nº 287 de 1 de maio de 1874 (instalado: 5 de agosto de 1875).

### Ciclo da borracha e a Segunda Guerra Mundial
A Segunda Guerra Mundial trouxe muita calamidade ao Amazonas, principalmente para o interior do estado. Nesse período, a depressão econômica veio dificultar, ainda mais, a vida dos ribeirinhos.
Os efeitos da guerra provocaram a miséria, a fome e a depressão assolavam os moradores do município de Codajás.

#### Ciclo evolutivo da borracha
No decorrer desse conflito mundial, registrou-se uma grande corrida aos seringais da Amazônia. Uma vez que havia necessidade de maior produção de borracha(Hévea brasiliensis), como matéria-prima para a fabricação de pneus de avião e em diferentes ramos da indústria bélica brasileira.
Nos termos do Decreto-Lei nº5813 (14 de setembro de 1943), foram recrutados cerca de 15.000 homens por ordem do Presidente Getúlio Vargas, para produzirem borracha nos seringais da Amazônia. Vindos do Nordeste e de outras regiões do país, esses "soldados anônimos" enfrentaram um inimigo comum: As doenças (Impaludismo, Febre Negra) e a fúria dos animais selvagens existentes na região.
Os trabalhadores nacionais enviados para o vale Amazônico e os que lá já estavam, produziram no ano de 1944, cerca de Quatorze Milhões e meio de quilos de borracha, sendo que, Codajás contribuiu com a expressiva parcela de 89.928 quilos.
Pelo esforço excessivo de guerra e pela contribuição na produção da matéria-prima(borracha) como subsídio industrial de guerra, esses trabalhadores ficaram conhecidos como "Soldados da Borracha".

#### Participação de codajaenses na Segunda Guerra Mundial
Durante o período em que o Brasil estava participando do conflito, o exército ia recrutando, gradativamente, os reservistas que já haviam prestado o serviço militar. Esses reservistas eram sorteados para inspeção em Manaus, em seguida, encaminhados para os treinamentos de guerra.
Do Município de Codajás foram sorteados para inspeção: Valdir Rosas, Antero Sampaio, Minor Sampaio, Toín (filho de Zé Onório), Raimundo Bezerra de Almeida e Moadi Braga. Por apresentarem cartas de recomendação,  apresentando-se como arrimo de família, foram liberados da inspeção, ficando para os treinamentos militares apenas Moadi Braga.
Segundo depoimentos do Sr. Moadi Braga, alguns soldados, com medo da guerra, mandavam arrancar os dentes para burlar a inspeção que era bastante rigorosa. Na verdade, os dentes eram de vital importância para o acionamento de granadas. Acrescenta, ainda, que não participou diretamente da batalha, pois a guerra acabou antes de serem acionados, na Itália.

### Superintendentes e prefeitos
- Alfredo Fernandes de Sá Antunes (Março de 1890)
- Sebastião Fernandes de Sá Antunes (Outubro de 1891)
- Conrado de Aquino Alves Garcia (Fevereiro de 1892)
- Walabonse de Assis (Fevereiro de1893)
- Luiz Pinheiro Cavalcante (Outubro de 1895)
- Hermenegildo Othoniel de Lima (Agosto de 1897)
- Antonio Freitas (Fevereiro de 1898)
- Luiz Pinheiro Cavalcante (Maio de 1898)
- Inácio Ribeiro Pessoa Neto (Fevereiro de 1899)
- Joaquim de Barros Alencar (Setembro de 1899)
- Deolindo Tavares de Gouvêa Barreto (Junho de 1900)
- Euzébio de Souza Caldas (Janeiro de 1902)
- Joaquim de Barros Alencar (Janeiro de 1905)
- Bernado Fortunato dos Santos (Janeiro de 1908)
- José Sobreira de Mendonça (Janeiro de 1911)
- Manoel Antônio Corrêa Lima (Janeiro de 1914)
- Fancisco de Artagnan Carneiro (Janeiro de 1917)
- Manoel Antônio Corrêa Lima (Janeiro de 1920)
- Manoel Marinho de Sampaio (Janeiro de 1923)
- José Sobreira de Mendonça (Abril de 1926)
- Júlio Enéias Cavalcante (Julho de 1930)
- Antonio de Oliveira Sobrinho (Setembro de 1931)
- Odry de Araújo Corrêa (Novembro de 1931)
- Pedro de Araújo Pereira (Outubro de 1932)
- Maximiano Caster Guimarães (Julho de 1933)
- Manoel Correa da Silva (Dezembro de 1933)
- Raimundo Rodrigues das Neves (Março de 1934)
- Acácio Meton de Alencar (Julho de 1935)
- Péricles Vieira de Alencar (Outubro de 1937)
- Antonio Djard de Mendonça (Fevereiro de 1941)
- Almir Rodrigues da Fonseca (Março de 1943)
- Orlando Soares Monteiro (Dezembro de 1945)
- Francisco Fiúza Lima (Janeiro de 1946)
- Francisco Trigueiro Sobrinho (Março de 1946)
- Francisco Barnabé Gomes (Julho de 1946)
- Acácio Meton de Alencar (Junho de 1947)
- Januário Nazaré (Fevereiro de 1948)
- Newton Carneiro de Farias (Fevereiro de 1952)
- Ophir Sobreira de Lavor Paes Barreto (Fevereiro de 1956)
- João da Silva Bastos (Fevereiro de 1960)
- Ophir Sobreira de Lavor Paes Barreto (Fevereiro de 1964)
- Constantino Campêlo de Sousa (Março de 1969)
- Nathan da Silva Bastos (Março de 1973)
- Francisco Nascimento Maciel (Março de 1977)
- Nathan da Silva Bastos (Março de 1983)
- Amós Pereira Braga (Março de 1989)
- Nathan da Silva Bastos (Janeiro de 1993)
- Simão da Silva Barros  (Janeiro de 1997)
- Abraham Lincoln Dib Bastos (Janeiro de 2001)
- Abraham Lincoln Dib Bastos (Janeiro de 2005)
- Agnaldo da Paz Dantas (Janeiro de 2009)
- Abraham Lincoln Dib Bastos (Janeiro de 2013)
- Joel Gomes de Oliveira (Agosto de 2013 a  21 de Dezembro de 2013) Prefeito interino.
- Abraham Lincoln Dib Bastos (21 de Dezembro de 2013 a 1º de Janeiro de 2017)
- Abraham Lincoln Dib Bastos (1º Janeiro de 2017 a 1º de Janeiro de 2021)
- Antônio Ferreira dos Santos (1º de Janeiro de 2021 a 31 de Dezembro de 2024
- Antônio Ferreira dos Santos (1º de Janeiro de 2025 - (presente) a 31 de Dezembro de 2028)

## Geografia
De acordo com a divisão do Instituto Brasileiro de Geografia e Estatística vigente desde 2017, o município pertence à região geográfica intermediária de Manaus e à região imediata de Coari. Até então, com a vigência das divisões em microrregiões e mesorregiões, o município fazia parte da microrregião de Coari, que por sua vez estava incluída na mesorregião do Centro Amazonense.
Segundo dados do Instituto Nacional de Meteorologia (INMET), referentes ao período de 1976 a 1989 e a partir de 1993, a menor temperatura registrada em Codajás foi de 13,4 °C em 24 de fevereiro de 1986, e a maior atingiu 38,6 °C em 11 de novembro de 2007 e 25 de setembro de 2015. O maior acumulado de precipitação em 24 horas foi de 175,8 milímetros (mm) em 10 de dezembro de 2002. Novembro de 1993, com 873,1 mm, foi o mês de maior precipitação, seguido por março de 2017 (700,6 mm).
| Dados climatológicos para Codajás | Dados climatológicos para Codajás | Dados climatológicos para Codajás | Dados climatológicos para Codajás | Dados climatológicos para Codajás | Dados climatológicos para Codajás | Dados climatológicos para Codajás | Dados climatológicos para Codajás | Dados climatológicos para Codajás | Dados climatológicos para Codajás | Dados climatológicos para Codajás | Dados climatológicos para Codajás | Dados climatológicos para Codajás | Dados climatológicos para Codajás |
| Mês | Jan                               | Fev                               | Mar                               | Abr                               | Mai                               | Jun                               | Jul                               | Ago                               | Set                               | Out                               | Nov                               | Dez                               | Ano                               |
| --- | --------------------------------- | --------------------------------- | --------------------------------- | --------------------------------- | --------------------------------- | --------------------------------- | --------------------------------- | --------------------------------- | --------------------------------- | --------------------------------- | --------------------------------- | --------------------------------- | --------------------------------- |
| Temperatura máxima recorde (°C) | 37,5                              | 37                                | 37                                | 36,2                              | 36,1                              | 35,6                              | 36,2                              | 38,2                              | 38,6                              | 38,3                              | 38,6                              | 36,5                              | 38,6                              |
| Temperatura máxima média (°C) | 31,8                              | 31,6                              | 31,5                              | 31,3                              | 31,2                              | 31,4                              | 32,2                              | 33,1                              | 33,3                              | 33,3                              | 32,8                              | 32                                | 32,1                              |
| Temperatura média compensada (°C) | 26,3                              | 26,4                              | 26,2                              | 26,4                              | 26,4                              | 26,2                              | 26,4                              | 26,8                              | 27                                | 27,1                              | 27,1                              | 26,5                              | 26,6                              |
| Temperatura mínima média (°C) | 22,7                              | 22,5                              | 22,5                              | 22,6                              | 22,5                              | 22                                | 21,5                              | 21,7                              | 22,2                              | 22,8                              | 22,9                              | 22,8                              | 22,4                              |
| Temperatura mínima recorde (°C) | 15,6                              | 13,4                              | 14,5                              | 15,6                              | 17,4                              | 16                                | 15,6                              | 14,8                              | 17,1                              | 14                                | 16,8                              | 15,8                              | 13,4                              |
| Precipitação (mm) | 332,5                             | 356,4                             | 422,9                             | 402,4                             | 297,4                             | 158,1                             | 108,4                             | 91,7                              | 136,5                             | 186                               | 231,8                             | 346,3                             | 3 070,4                           |
| Dias com precipitação (≥ 1 mm) | 21                                | 19                                | 22                                | 19                                | 19                                | 13                                | 10                                | 8                                 | 11                                | 13                                | 14                                | 19                                | 188                               |
| Umidade relativa compensada (%) | 84,7                              | 84,9                              | 84,7                              | 85,3                              | 84,8                              | 83,3                              | 82,4                              | 82                                | 81,4                              | 82,5                              | 83,5                              | 84                                | 83,6                              |
| Insolação (h) | 134,2                             | 104,4                             | 118,6                             | 119,2                             | 134,1                             | 163,9                             | 211,6                             | 211,8                             | 188,7                             | 167,3                             | 149,8                             | 132,5                             | 1 836,1                           |
| Fonte: Instituto Nacional de Meteorologia (INMET) (normal climatológica de 1981-2010; recordes de temperatura: 01/09/1976 a 28/05/1989 e 01/01/1993-presente) |                                   |                                   |                                   |                                   |                                   |                                   |                                   |                                   |                                   |                                   |                                   |                                   |                                   |

## Economia

### Turismo
O município possui, nos tempos da seca, grandes praias ao longo do rio Solimões, que constituem belezas capazes de atrair o visitante.
São realizados no município vários tipos de festas, porém as que mais se destacam são as festividades religiosas e culturais. No período dos festejos juninos há apresentação de grupos folclóricos, como boi-bumbá, quadrilha, dança dos nativos, danças pop e hip-hop.

## Cultura

### Aniversário da Cidade de Codajás
No 31 de março é comemorado o aniversário do município de Codajás. Apesar de ter sido povoada em 1875, foi apenas em 1938 que a área foi desmembrada e reconhecida como município.
Todos os anos a cidade prepara os festejos para comemorar tal data e receber os visitantes, que desfrutam as atrações culturais, musicais e gastronômicas.

### Festa do Açaí
Com sua primeira edição datada de 1987, ocorre todos os anos no final do mês de abril, e conta como principais atrações a degustação do fruto, atrações musicais e o desfile das candidatas à Rainha do Açaí em trajes típicos.

### Marcha Cívica
Ocorre no dia 5 de setembro, quando comemora-se a elevação do Amazonas a categoria de Província. Neste evento celebramos a cidadania, onde escolas, associações e demais organizações provem uma parada (desfile) para população como maior demonstração democrática.

### Festejos religiosos
Codajás é sede da Paróquia Nossa Senhora das Graças, fundada em 1870, ligada à Diocese de Coari com aproximadamente 40 comunidades de fé católica nas zonas urbana e rural do município. Seguindo a tradição amazônica inaugurada pelos missionários espanhóis e portugueses que aqui pregaram desde o século XVIII, é quase impossível conceber uma comunidade de fé católica que não celebre seu padroeiro. Na zona urbana do município, são estas as festividades, com missas e arraiais:
- São Sebastião - Colônia Major Thury (11 a 20 de janeiro)
- São José - Grande Vitória (10 a 19 de março)
- Nossa Senhora das Graças - Centro, padroeira do município (22 a 31 de maio)
- Nossa Senhora do Perpétuo Socorro - Laguinho (22 a 31 de julho)
- São Raimundo Nonato (22 a 31 de agosto)
- São Francisco - São Francisco (24 de setembro a 04 de Outubro)
- Santa Luzia - Santa Luzia (04 a 13 de Dezembro)